# The Scarlet Pimpernel
The Scarlet Pimpernel (Nederlands: De rode pimpernel) is een klassiek geworden avonturenroman van de Engelse schrijfster van Hongaarse origine Barones Emmuska Orczy.
De titel is de Engelse naam van het plantje dat in het Nederlands guichelheil heet. In het boek is het de schuilnaam van de geheimzinnige hoofdpersoon.

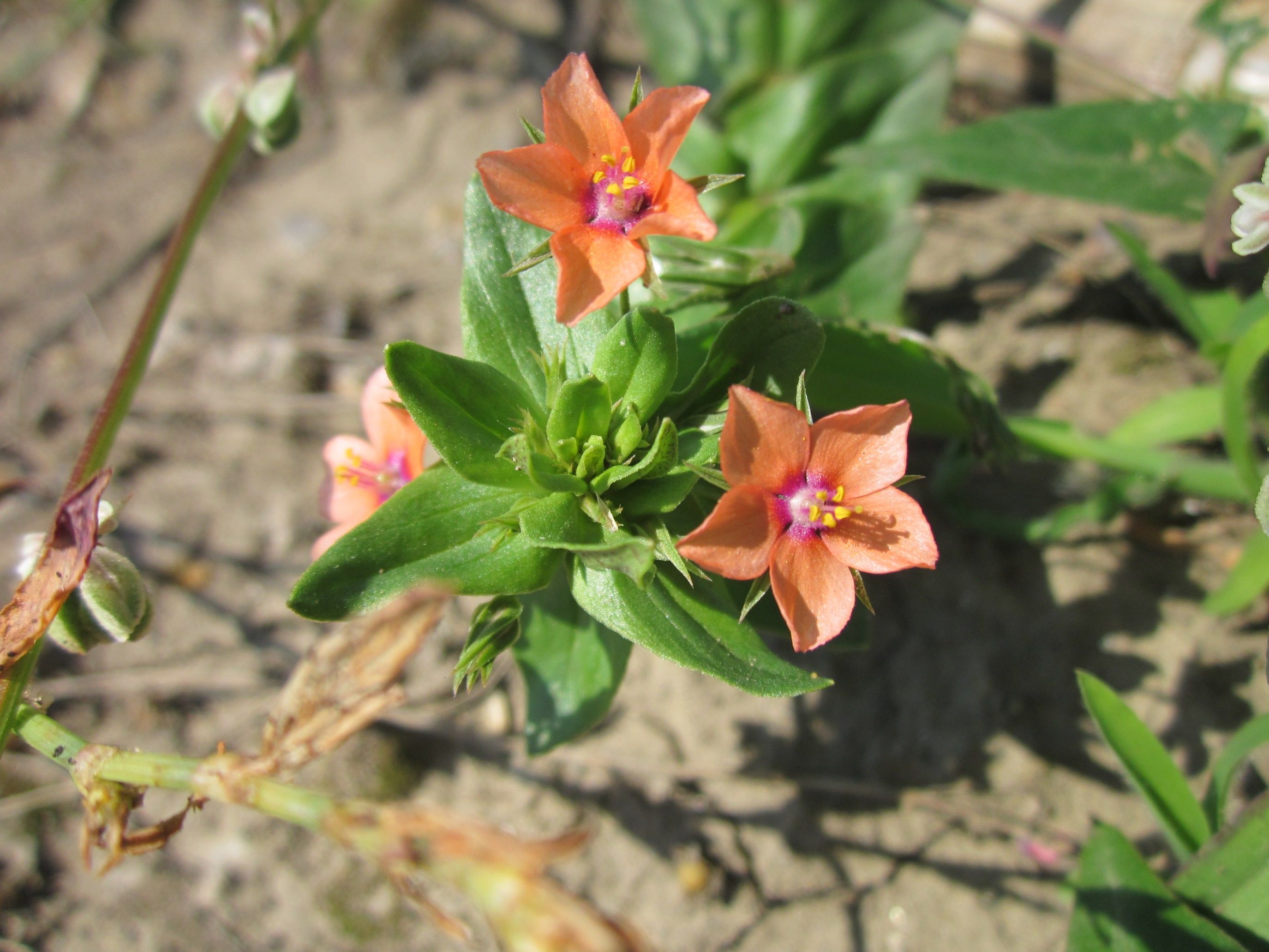
Guichelheil

## Een succesverhaal
Toen het verhaal in 1903 als toneelstuk werd opgevoerd in Nottingham was het geen succes. De barones herschreef het werk en voegde er een laatste bedrijf aan toe. Toen het aldus in New Theatre, Londen werd opgevoerd op 5 januari 1905 was het een onmiddellijk succes. Over de jaren werd het, alleen al in Londen, meer dan 2000 keer opgevoerd en werd aldus een van de meest populaire toneelstukken ooit in Engeland.
De Scarlet Pimpernel werd beschreven als een soort 18de-eeuwse Zorro of Batman, de vermomde superheld, de onvindbare man, steeds opduikende waar men hem niet verwacht, en weer verdwijnende. "They seek him here, They seek him there, Those Frenchies seek him everywhere; Is he in heaven, Is he in hell, That damned elusive Pimpernel?"
De auteur herwerkte het verhaal tot een roman, die eveneens een groot succes werd en in veel talen werd vertaald. Ze voegde er in de daaropvolgende jaren veel nieuwe verhalen aan toe.
De onvindbare scharlaken pimpernel is in de Angelsaksische cultuur symbool geworden voor iemand of iets waar men vergeefs naar zoekt. Op 30 januari 2004 zei een journalist op BBC – Newsnight dat de weapons of mass destruction in Irak de scarlet pimpernel van onze tijd waren.
Einde 2010 - begin 2011 moest de stichter van Wikileaks, Julian Assange, gezocht door de Amerikaanse geheime diensten en door het Zweedse gerecht, regelmatig van verblijfplaats wisselen en zich zo onzichtbaar mogelijk maken. In Engelstalige bladen werd hij dan ook afgeschilderd als de scarlet pimpernel. The Telegraph van 4 december 2010 noemde hem "the scarlet pimpernel of cyberspace", met als bijkomende reden dat hij zo uiterst karig was met informatie over zichzelf.
De blijvende populariteit van de scarlet pimpernel blijkt onder meer uit het feit dat in 2010 op internet overtalrijke hits aan deze naam beantwoorden: 400 000 bij google, 600 000 bij yahoo en 800 000 bij bing. Het oorspronkelijke boek is nog altijd in de handel, maar ook beschikbaar op internet, onder meer op het Project Gutenberg. Het verhaal is talrijke malen bewerkt voor film, televisie, musicals en toneel.

## Korte inhoud
Engeland, vlak na de Franse Revolutie. Executies van Franse aristocraten zijn aan de orde van de dag, dit alles onder leiding van de Franse burger Chauvelin, die korte tijd ambassadeur van Frankrijk in Engeland was en aan wie ze hiermee een blijvende maar onverdiend negatieve beroemdheid verschaften.
De Engelsman Sir Percival Blakeney, kortweg Percy (gebaseerd op het leven van Samuel Swinton) en zijn Franse vriendin Marguerite St. Just gaan trouwen. Op hun trouwdag ontdekt Percy dat Marguerite informatie aan Chauvelin heeft verstrekt die leidde tot de executie van zijn goede vriend Markies de St. Cyr. Onthutst door dit voorval besluit hij een groep op te richten met als doel zo veel mogelijk executies door de Franse Republiek te voorkomen.
Percy weet niet dat Marguerite wordt gechanteerd door Chauvelin. Marguerite wordt gedwongen om Chauvelin te helpen met de opsporing van de Scarlet Pimpernel en zijn bende. Op een avond ontmoet zij de Scarlet Pimpernel, niet wetend dat het Percy zelf is. Tijdens dat gesprek komt Percy erachter dat Marguerite wordt gechanteerd en gaat direct proberen om haar broer Armand van executie te redden. Chauvelin komt erachter en veroordeelt Marguerite en Armand tot de guillotine. Op het laatste moment laat Chauvelin Armand en Marguerite ontsnappen, in de hoop dat deze twee hem naar de Scarlet Pimpernel zullen leiden.

## Musicals, ook in het Nederlands
De musical The Scarlet Pimpernel is in talrijke versies opgevoerd.
- Hij werd vele jaren vertoond in de meeste Engelstalige landen, onder meer verschillende jaren op Broadway (vanaf 1997) in de versie van Frank Wildhorn, vooral bekend van zijn musical Jekyll & Hyde en met in de hoofdrollen Douglas Sills als Sir Percy Blakeney, Christine Andreas als Marguerite Blakeney en Terrence Mann als Chauvelin.
- Ook in Duitsland werd de musical vanaf 2003 geproduceerd.
- Op 29 oktober 2005 presenteerde de stichting Het Brabants Muziek-Theater een nieuwe versie. De hoofdrollen werden vertolkt door Dirk Postma als Sir Percy Blakeney, Franca Couwenberg en Marianne van Laera als Marguerite (alternating) en Ton Sieben als Chauvelin. Ook de Musical- en Operettevereniging Deventer (MOD) voerde de Scarlet Pimpernel op in 2006.
- In 2009 werd de musical in België gebracht door Westel Musical Producties met in de hoofdrollen Koen Geuens als Sir Percy Blakeney, Mich Colaers als Marguerite en Hugues Demoulin als Chauvelin. De musical werd geregisseerd door Jos Hufkens, de muzikale leiding was in handen van Bart Pelgrims.
- In 2010 werd de musical in Japan in Broadwaystyle opgevoerd door de befaamde Takarazuka Revue uit Osaka.[1]

## Verfilmingen
- De eerste verfilming van de roman werd uitgebracht in 1917 met Dustin Farnum en Winifred Kingston in de hoofdrollen. De film werd geregisseerd door Richard Stanton.
- De tweede verfilming gebeurde in 1934 en is waarschijnlijk het bekendst. De film, die werd geregisseerd door Harold Young, heeft Leslie Howard, Merle Oberon en Raymond Massey in de hoofdrollen.

Het verhaal werd in Engeland twee keer verfilmd voor de televisie:
- In 1982 met Anthony Andrews, Jane Seymour en Ian McKellen. Film opgenomen in Blenheim Palace.
- In 1999 met de bekende acteur Martin Shaw (The professionals, Rhodes en Judge John Deed) in de rol van Chauvelin en Richard E. Grant en Elisabeth McGovern in de twee andere hoofdrollen.

De volledige lijst van verfilmingen gebaseerd op de verhalen van barones Orczy luidt als volgt, zowel voor de bioscoop als voor de televisie:
- The Scarlet Pimpernel (1917)
- The Laughing Cavalier (1917)
- The Elusive Pimpernel (1919)
- The Triumph of the Scarlet Pimpernel' (1928)
- The Scarlet Pimpernel (1934)
- Return of the Scarlet Pimpernel (1937)
- Pimpernel Smith (1941)
- Pimpernel Svensson (1950)
- The Elusive Pimpernel (1950)
- The Scarlet Pimpernel (1955-1956 Britse tv)
- The Scarlet Pimpernel (1960) (tv)
- Don't Lose Your Head (1966)
- The Elusive Pimpernel (1969)
- The Scarlet Pimpernel (1982) (tv)
- The Scarlet Pimpernel (1987) (tv)
- The Scarlet Pimpernel (1999 Britse tv)
- The Scarlet Pimpernel, twee televisieseries met elk drie afleveringen (1999, 2000): The Scarlet Pimpernel, Valentin Gautier (Britse titel)/The Scarlet Pimpernel Meets Madame Guillotine (Amerikaanse titel), The King's Ransom (Britse titel)/The Scarlet Pimpernel and the Kidnapped King (Amerikaanse titel), Ennui, Friends and Enemies, A Good Name).
- The Forecourt Pimpernel(2001) (tv)
- The Black Pimpernel (2006)

## Trivia
- De aftiteling van de film Fitna vermeldt behalve Geert Wilders ook iemand met als pseudoniem Scarlet Pimpernel.
- Er is een aflevering van Daffy Duck die over The Scarlet Pimpernel gaat.
- In het lied Final Showdown/Beelzeboss van de film Tenacious D in the pick of Destiny, zingt de duivel, gespeeld door Dave Grohl, over Scarlet Pimpernel.
- The Scarlet Pimpernel is in de Britse comedyreeks Blackadder de spilfiguur in een aflevering van Blackadder III.